# پارووان (یوتا)
پارووان (به انگلیسی: Parowan) شهری در ایالت یوتا کشور ایالات متحده آمریکا است که جمعیت آن در سرشماری سال ۲۰۱۰ میلادی، ۲٬۷۹۰ نفر بوده‌است.